# Biblioteca Popular Domingo G. Silva
La Biblioteca Popular Domingo G. Silva es una Asociación Civil sin fines de lucro, fundada en 1918. En la actualidad es la única Biblioteca Popular de Santa Rosa de Calchines.

## Historia

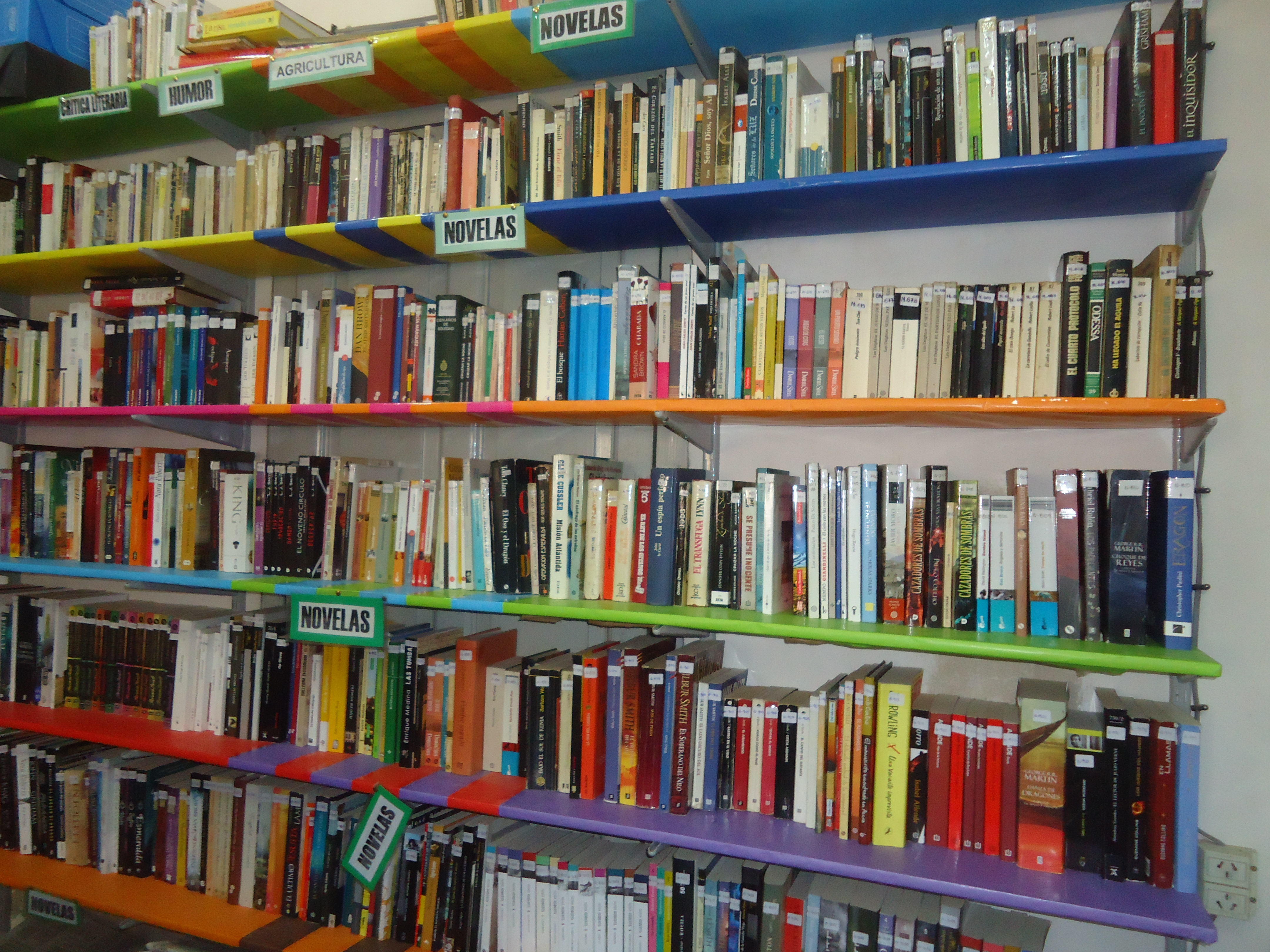
Imagen de la sección novelas.

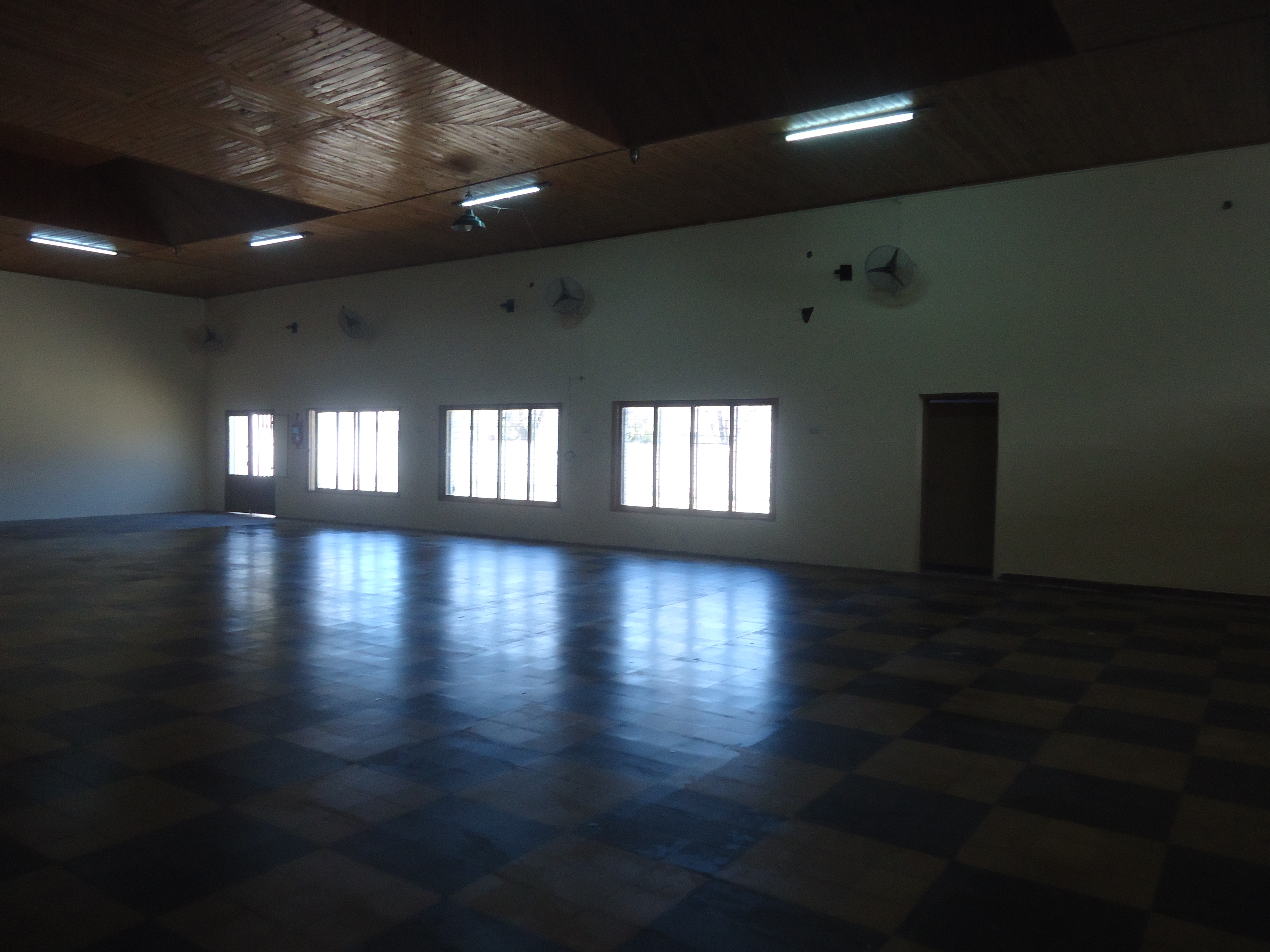
Salón principal donde se realizan variadas actividades tanto de la Biblioteca como de otras instituciones locales.

La Biblioteca Popular Domingo G. Silva fue fundada por Ruperto Vital Andino el 20 de octubre de 1918 dando cumplimiento a uno de los objetivos fundacionales de lo que fuera el Centro Social Santa Rosa, con el propósito de fomentar la cultura y educación de los vecinos de la localidad: 
Artículo 1º - El Centro Social Santa Rosa (...), tendrá por base principal los siguientes propósitos: 3º) Crear una Biblioteca Popular a fin de que todos sus socios y las escuelas locales al frecuentar el local social, tengan medios instructivos a su alcance.
El nombre es en homenaje al autodidacta santafesino Domingo Guzmán Silva, quien naciera en la localidad vecina de San José del Rincón el 4 de agosto de 1859. Desde los 14 a los 20 años vivió en Santa Rosa de Calchines, trabajando en el almacén de su tío Ramón Silva. Su viuda, Virginia Montyn, donó material bibliográfico al iniciarse la Biblioteca Popular en 1918.
En sus inicios, funcionaba en la esquina de calle Uruguay y Fray Antonio Rossi. Por decisión de Comisiones Directivas del Centro Social Santa Rosa, se la traslada a un local más pequeño, al lado del anterior. Se trató de un espacio social y educativo de gran importancia para la época, ya que era visitada por los vecinos para recreación y esparcimiento. En sus albores, fue una de las Bibliotecas más importantes en la zona costera, ya que la visitaban desde los pueblos vecinos para enriquecerse con su acervo bibliográfico. Desde su fundación los servicios prestados a la comunidad han sufrido una serie de interrupciones, habiendo permanecido, en distintos periodos de tiempo, con sus puertas cerradas. 
En el año 2000, un grupo de vecinos autoconvocados, comenzó a trabajar en pos de su recuperación. Se destacan dos figuras, Martha "Beba" Vázquez (expresidente comunal de la localidad, hoy socia honoraria de la institución) y Juan José Serafini, quienes serían los primeros Presidentes de la institución al convertirse en Asociación Civil. Se consiguió el reconocimiento de la Comisión Nacional de Bibliotecas Populares (CONABIP), por Disposición N.º 064 del 2 de octubre de 2002, donde se la reconoce y declara "popular y protegida", con los beneficios de la Ley N.º 23.351 y su reglamentación vigente. Ese mismo año se consigue la personería jurídica otorgada por la Inspección General de Personas Jurídicas de la Provincia de Santa Fe.
Actualmente, desarrolla una amplia gama de actividades culturales, educativas, sociales y deportivas. Es la administradora y continuadora del espíritu de los padres fundadores de quien fuera la institución madre, el Centro Social Santa Rosa.

## Actividades
Dentro de las actividades que se desarrollan están las específicas de una Biblioteca Popular: la consulta de textos en sala, el préstamo de material bibliográfico a domicilio, pero también, variadas actividades que hacen a la promoción sociocultural y la educación permanente de la comunidad de Santa Rosa de Calchines, bajo la premisa que una institución de este tipo debe ser generadora de diferentes espacios. En ese sentido, actualmente se cuenta con los siguientes talleres:
- "El Alfil", Taller de ajedrez;
- "Literarte", Taller de arte y literatura;
- Taller de lectura;
- "La Bordona", Taller de música;
- "Clave de sol", Taller de flauta dulce;
- "La huella" Taller de danzas folclóricas;
- "Todos a escena", Taller de teatro.

Por otro lado, miembros de la institución realizan el programa radial "Cultura en papel de radio", emitido por la FM 102.7 Santa Rosa.
Además, se fomenta la práctica de vóley en el playón deportivo. Dentro del salón principal se desarrollan otras actividades como boxeo, karate y kung fu.

### Otras actividades desarrolladas
A lo largo de las dos últimas décadas se han realizado distintas actividades recreativas, educativas y culturales como: concursos de lectura, pintura y fotografía, talleres de apoyo escolar, cursos de dactilografía, de capacitación comercial, presentación de libros realizadas por sus autores, charlas – debate con docentes, investigadores, profesionales y periodistas de reconocida trayectoria, cursos de capacitación para docentes, jornadas culturales en honor a nuestra patria, ciclos de cine, presencia y colaboración en distintas manifestaciones del quehacer cultural y educativo de la localidad y la zona. Cabe destacar que durante los años 2011 y 2012 se impulsó el dictado de cursos de oficio (Auxiliar plomero, Auxiliar electricista y Auxiliar de cocina) a través de Protocolo 14 y Protocolo 16 – Ministerio de Trabajo, Previsión y Seguridad Social de la Nación – Ministerio de Trabajo y Seguridad y Ministerio de Educación de la Provincia; y, donde los participantes obtuvieron certificación oficial avalada por dichos ministerios, impulsándose una nueva posibilidad de inserción laboral, ya que muchos de los que realizaron los cursos comenzaron a trabajar. Otro punto importante a resaltar es que esta institución mantiene convenios con la Universidad Nacional del Litoral, específicamente con la Facultad de Ciencias Jurídicas y Sociales, a través del Ce.Ca.M.A.R.Co, para el desarrollo de cursos y talleres relacionados con la participación ciudadana y la formación de mediadores comunitarios y educativos.-
Cada dos años, la Biblioteca organiza y coordina la Charla-Debate de los candidatos a ocupar el cargo de Presidente Comunal de la localidad. En la misma los vecinos tienen la oportunidad de conocer las propuestas de los mismos, como así también, se abre una instancia para que los que lo deseen puedan preguntar sus inquietudes y/o solicitudes.

## Autoridades actuales
Nómina de autoridades electas en la Asamblea General Ordinaria celebrada el 13 de septiembre de 2018:
- Comisión directiva:

- Presidente: Hernando Jesús Figueroa
- Vicepresidente: Sandra Gabriela Trevisani
- Secretaria: Marisa Inés González
- Prosecretaria: Mariana Teresita Yossen
- Tesorera:  Erica Betsabé Schneider
- Protesorera: Melina Ivón Schmidt
- Vocales titulares:  Juan José Serafini; Alba Soledad Tobal; Yossen, Natalia Soledad; Savoye, Gisela Marisel; y Mangold, María Ana
- Vocales suplentes: Juan Emilio Troncoso González; Daiana Nini; Alicia Estela Morla

- Comisión Contralores de Cuentas:

- Titulares: Nini, Patricia Alejandra y Schmidt, Carla Fabiana
- Suplentes: Soressi, Valeria Andrea y Espinosa, María Belén